# Arachnothryx tabascensis
Arachnothryx tabascensis är en måreväxtart som beskrevs av Attila L. Borhidi. Arachnothryx tabascensis ingår i släktet Arachnothryx och familjen måreväxter. Inga underarter finns listade i Catalogue of Life.